# Самолёты славы (музей)
Музей «Самолёты славы» (англ. «Planes of fame» Museum, Yanks Air Museum) — авиационный музей (некоммерческая организация), занимающийся сохранением и восстановлением американских самолётов, расположенной в городе Чино штата Калифорния, США. Именуется также как «Авиационный музей Янки», «Музей славы американского самолётостроения».

## История

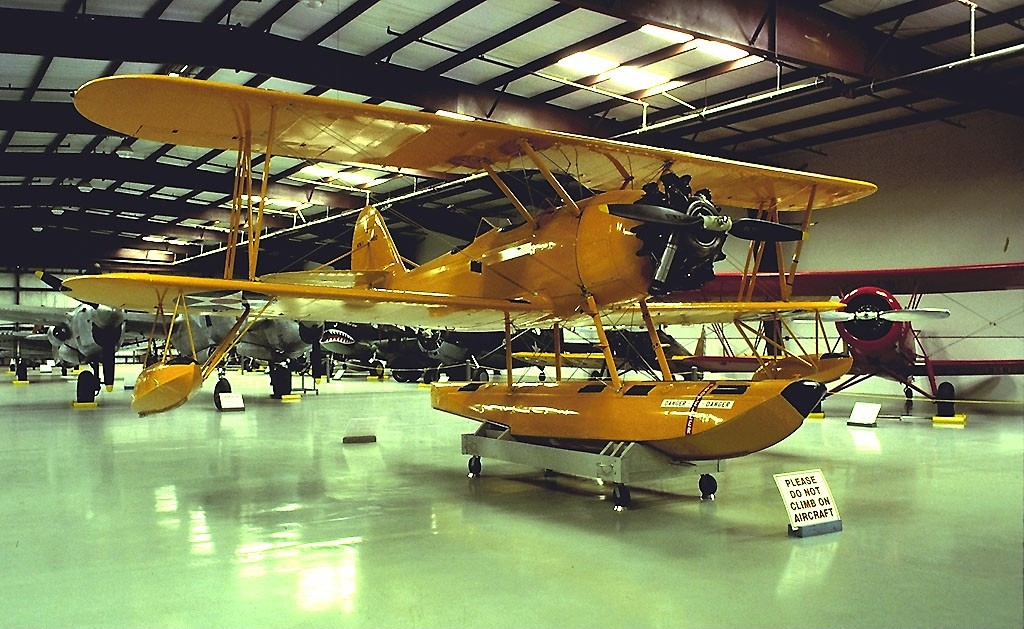
Тренировочный самолёт ВМС США N3N-3 в ангаре музея

Музей создан энтузиастом авиации Эдвардом Т. Малоуни в 1973 году. Коллекция музея началась с одного самолёта Beechcraft Model 17 Staggerwing. Сегодня коллекция насчитывает более 160 самолётов. Коллекция собиралась по всему миру из останков разбившихся и уцелевших самолётов и их агрегатов. За счёт этого в музее присутствуют единственные экземпляры, когда-либо выпускавшиеся в мире.
Музей с момента своего создания в 1973 году располагался на территории аэропорта Чино. В 1987 году музей переехал в Западный конец взлётно-посадочной полосы в исторический ангар 1950-х годов. Площадь музея составляет 170 тыс. квадратных футов.
Каждую первую субботу месяца в музее проводятся так называемые «Дни лётной истории», когда самолёты, внёсшие свой вклад в историю из уникальной коллекции этого музея выставляют для всеобщего обозрения. Программа в музее начинается в 10:00.

## Экспонаты
В общей сложности в музее выставляются около 190 самолётов, охватывающих период их производства с 1903 по 1984 год:

| - Aeronca C-2 Sport - Aeronca K Scout - American Eagle A-101 - Beechcraft D-17S Staggerwing (UC-43) - Bell AH-1F Cobra - Bell OH-13E Sioux - Bell P-39N Airacobra - Bell P-63A Kingcobra - Bell UH-1H Huey - Bellanca 300-A Viking - Boeing B-52F Stratofortress (cockpit section only) - Brunner Winkle Bird BK - Canadair Sabre 6 (N/A F-86E) - Canadair Sabre 6 (N/A F-86F) - Cessna 172A Skyhawk - Cessna AW - Cessna T-37 Tweet - Cessna T-50 Bobcat (UC-78) - Command-Aire 3C3 - Consolidated PB4Y-2 Privateer (Navy version of B-24) - Convair C-131 Samaritan (R4Y-1) - Convair F-106B Delta Dart - Curtiss JN-4D Jenny - Curtiss JNS Jenny - Curtiss C-1 Robin - Curtiss C-2 Robin - Curtiss C-46F Commando - Curtiss CW-1 Junior - Curtiss O-52 Owl - Curtiss P-40E Warhawk - Curtiss SB2C-3 Helldiver - Douglas A-4A Skyhawk - Douglas A-4C Skyhawk - Douglas A-4E Skyhawk - Douglas AD-4N Skyraider - Douglas C-47A Skytrain - Douglas KA-3B Skywarrior - Douglas SBD-4 Dauntless - Ercoupe 415-D - Fairchild C-123K Provider - Fairchild PT-26 Cornell - Fieseler 103 V-1 Rocket - Fleet 7B Fawn - General Dynamics F-16B Viper - General Dynamics F-111D Aardvark - Grumman A-6E Intruder - Grumman E-2C Hawkeye - Grumman F-11F Tiger - Grumman F-14A Tomcat - Grumman F6F-3 Hellcat - Grumman F6F-5 Hellcat - Grumman F9F-2 Panther - Grumman F9F-6 Panther - Grumman F9F-8P Cougar - Grumman FM-2 Wildcat - Grumman G-21A Goose - Grumman G-44 Widgeon - Grumman HU-16B Albatross - Grumman TBF-1C Avenger - Hawker P.1101 Hunter T-7 - Hawker Siddeley GR.3 Harrier | - Kellett KD-1 Autogyro - Kreider-Reisner C-2 Challenger - Learjet 23 - Lockheed EC-121T Super Constellation - Lockheed F-5G Lightning - Lockheed F-80C Shooting Star - Lockheed F-104A Starfighter - Lockheed F-104C Starfighter - Lockheed T-33A - Lockheed UC-40D Electra Junior - LTV A-7B Corsair II - Martin 4-0-4 (cockpit section) - McCulloch HUM-1 (MC-4A) - McDonnell Douglas F-15A Eagle - McDonnell Douglas F-4C Phantom II - McDonnell Douglas F-4J/S Phantom II - McDonnell Douglas F/A-18 Hornet - McDonnell Douglas F/A-18 Hornet (cockpit section) - Moth Aircraft DH.60GMW Gipsy Moth - Noorduyn Norseman - Naval Aircraft Factory N3N-3 - North American B-25J Mitchell - North American F-100C Super Sabre - North American FJ-1 Fury - North American P-51A Mustang - North American P-51D Mustang - North American T-6D/SNJ-5 Texan - Northrop T-38A Talon - Northrop F-5 Tiger II - Piasecki HUP-3 Retriever - Porterfield 35-70 Flyabout - Republic F-84E Thunderjet - Republic F-84F Thunderstreak - Republic F-105D Thunderchief - Republic P-47D Thunderbolt - Republic YP-47M Thunderbolt - Ryan B-1 Brougham - Schultz ABC - Schweizer SGS 2-12 - Sikorsky CH-3E - Sikorsky HH-52A Seaguard - Sikorsky R-4B Hoverfly - Sikorsky S-58B - Standard J-1 - Stearman 4D - Stearman YPT-9B Cloudboy - Stinson L-5E Sentinel - Swallow TP - Taylor J-2 Cub - Thomas Pigeon - Thomas-Morse S-4C Scout - Travel Air 2000 - Vickers PBY-5 Super Catalina - Vought F4U-4 Corsair - Vought OS2U-3 Kingfisher - Vultee BT-13B Valiant - Waco 10 GXE - Waco CG-4A Hadrian - Waco UEC - Wright Flyer (replica) - Yokosuka MXY-7 Ohka 11 |  |

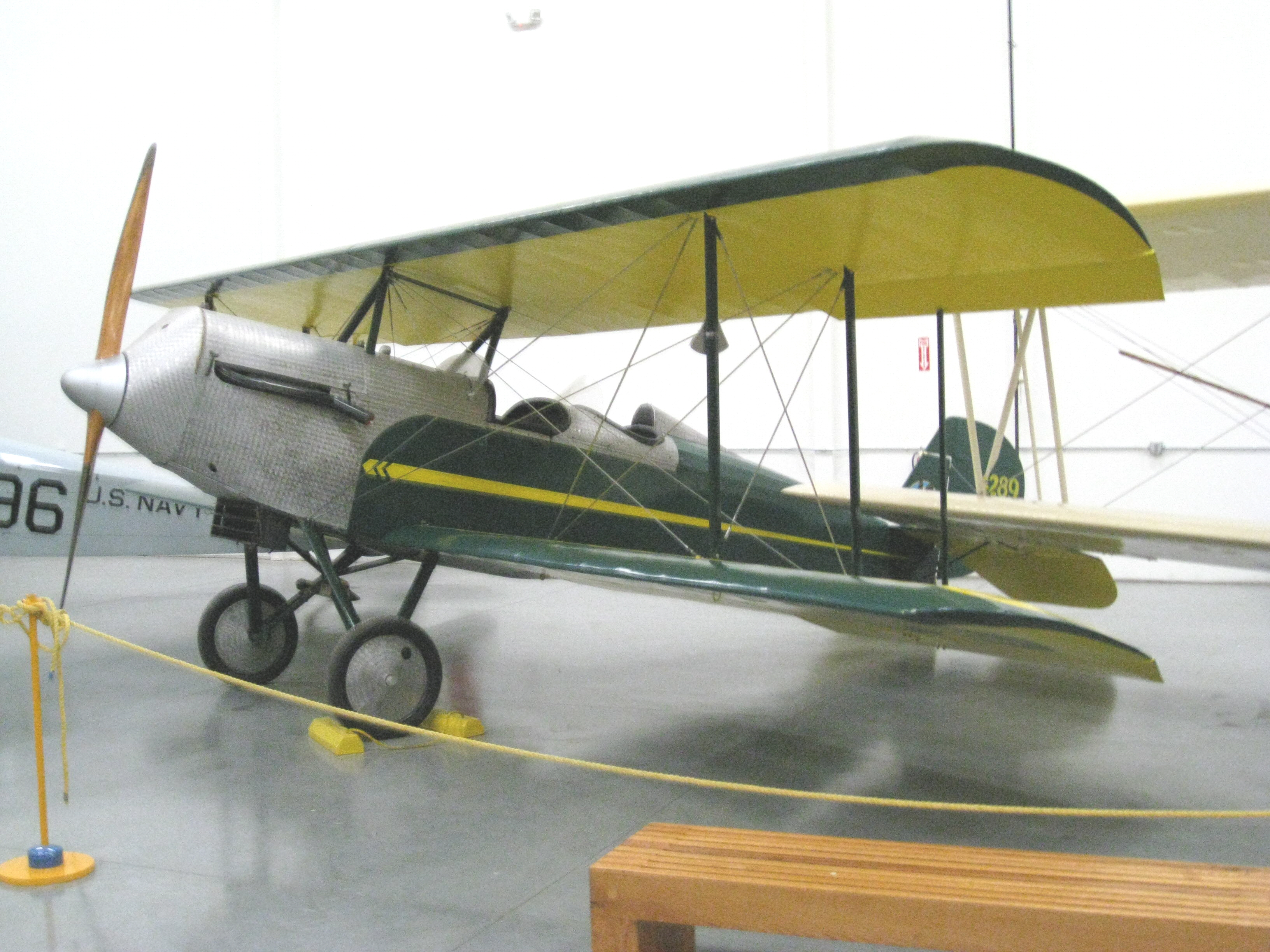
American Eagle A-101

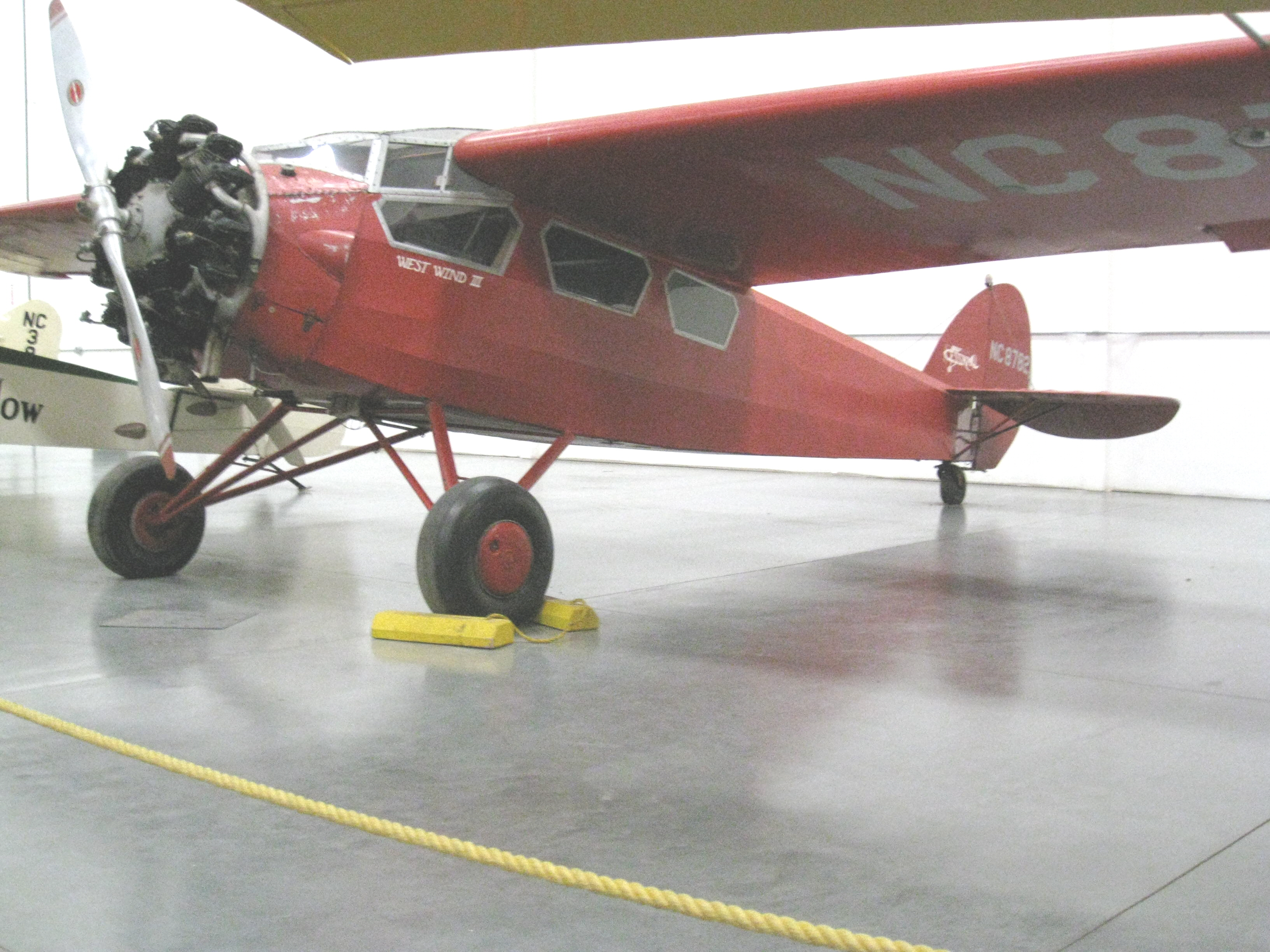
Cessna AW

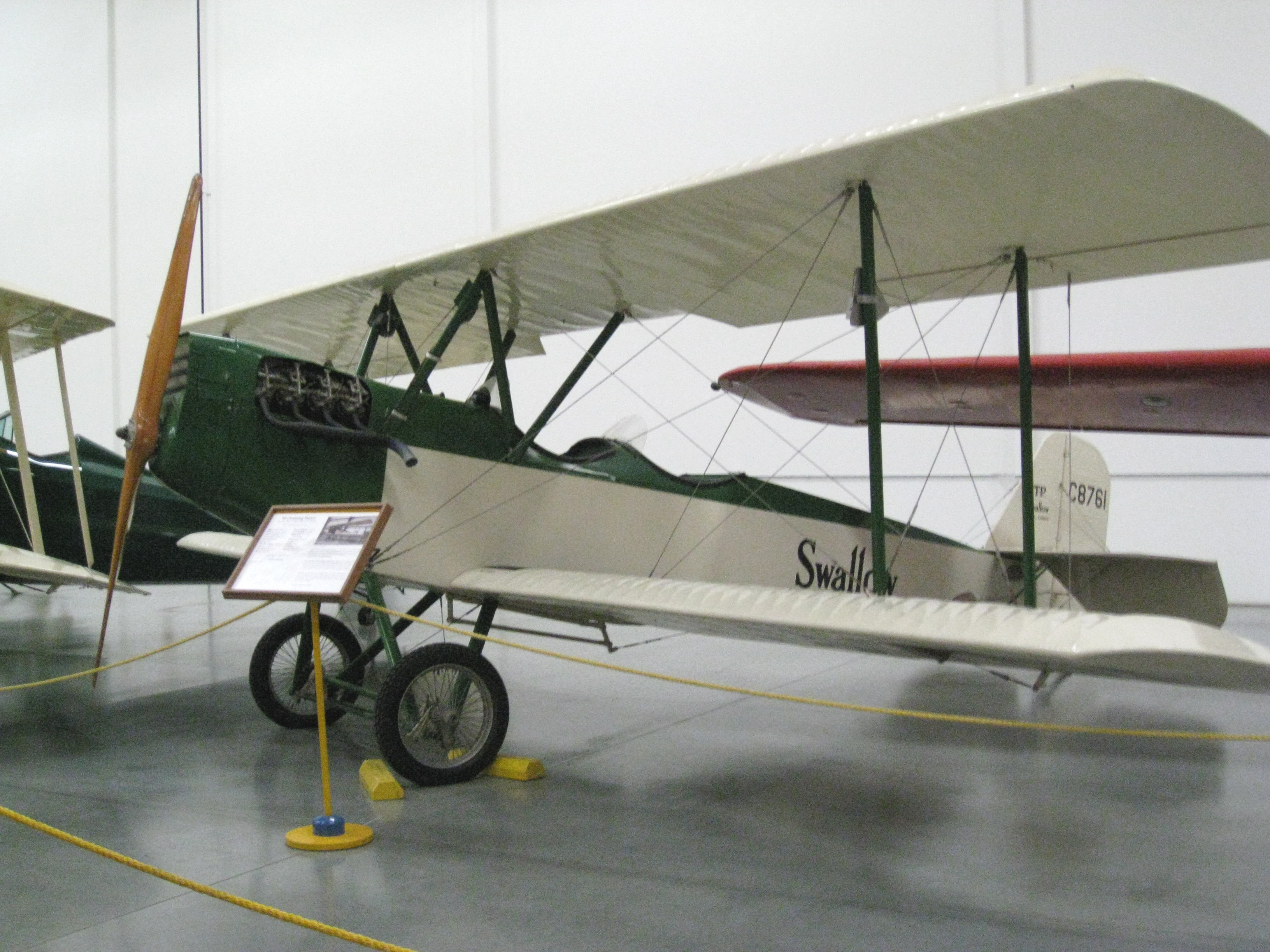
Swallow TP

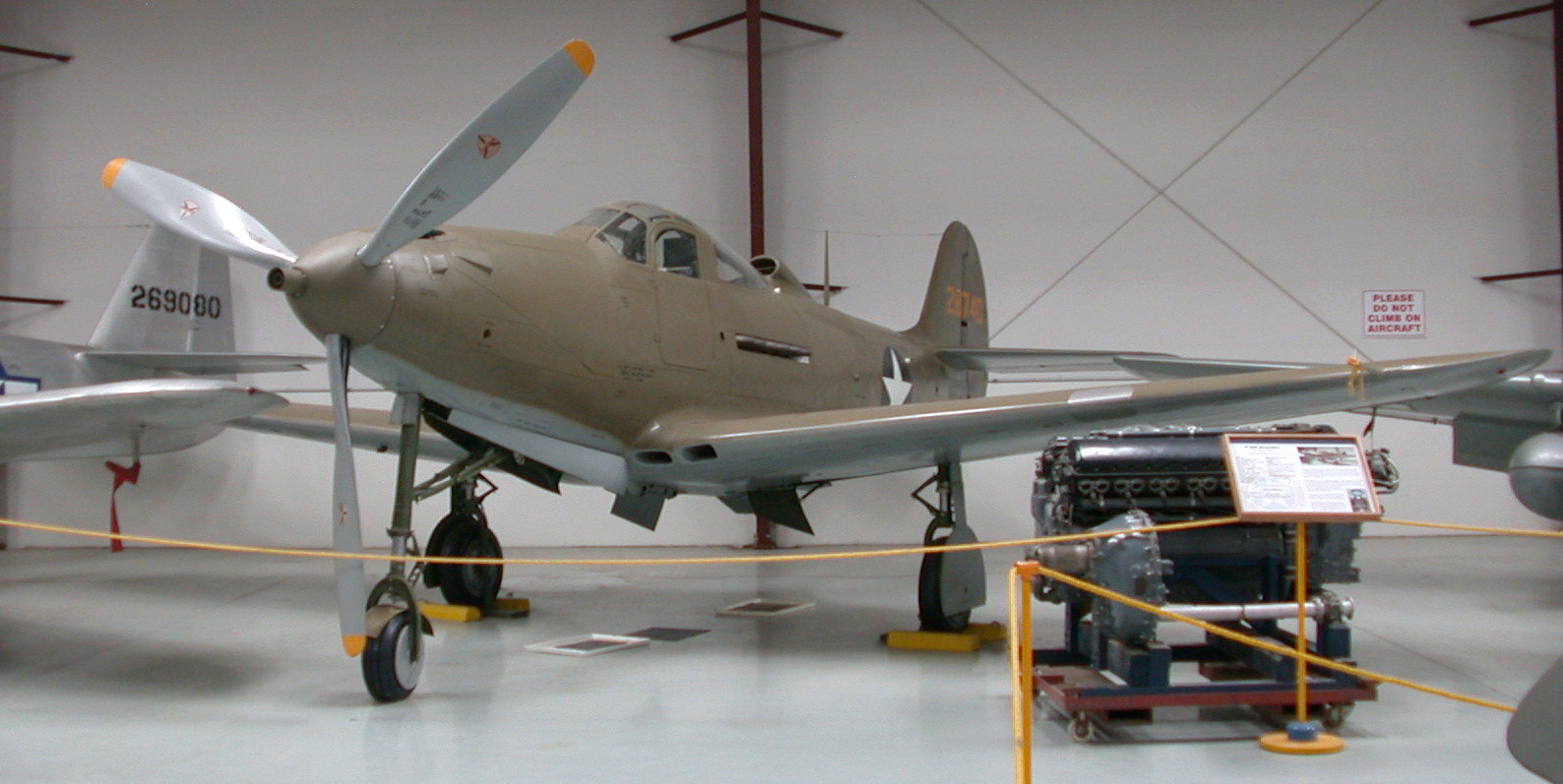
Легендарная Аэрокобра — Bell P-39 Airacobra

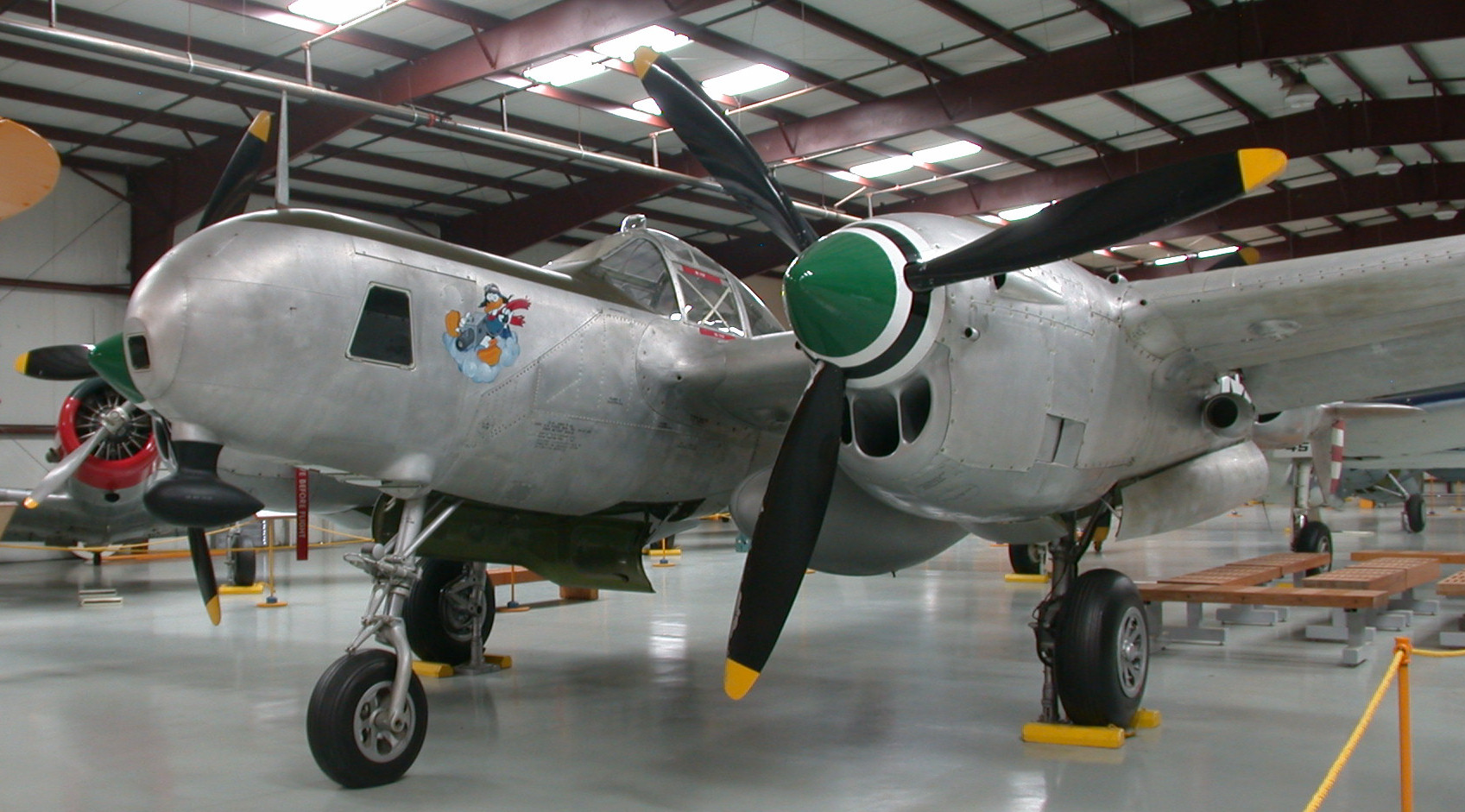
Lockheed F-4G (P-38L) Lightning